# Amel Alouane
Amel Alouane (arabe : امال علوان) est une actrice tunisienne connue pour avoir joué le rôle de Habiba dans la série télévisée Anbar Ellil.

## Biographie
Amel Alouane commence sa carrière d'actrice au théâtre. En 1993, Hamadi Arafa la fait jouer dans la série Warda. Elle enchaîne ensuite avec d'autres séries comme Wonder Box, Chams et Chadows, Jary ya Hammouda, Charaa Al-Hob et la série égyptienne Matkhafouch,.

## Filmographie

### Cinéma
- 2002 : La Boîte magique de Ridha Béhi : mère de Raouf
- 2010 : Tiraillement[3] (court métrage) de Najwa Slama Limam

### Télévision

#### Séries tunisiennes
- 1993 : Warda de Hamadi Arafa : Warda
- 1999 : Anbar Ellil de Habib Mselmani : Habiba
- 2000 : Mnamet Aroussia de Slaheddine Essid : assistante sociale
- 2002 :
  - Douroub Elmouejha d'Abdelkader Jerbi et Abdelkader Ben Hadj Nasser
  - Chams wa Dhilal de Ezzedine Harbaoui et Jamel Chamseddine
- 2004
  - Loutil de Slaheddine Essid
  - Jari Ya Hammouda d'Abdeljabar Bhouri, Afif Lakani et Lotfi Bondka : Sahra alias Sahar
- 2005 : Chara Al Hobb de Hamadi Arafa et Moncef Lazaâr : Moufida
- 2006 : Ouled Elyoum de Mohamed Damak et Tahar Fazaa : Souad
- 2008 :
  - Frankouloujya (mini-sitcom) de Mohamed Hédi Hannachi
  - Sayd Errim d'Ali Mansour et Rafika Boujday : Amel
- 2009 : Aqfas Bila Touyour (ar) d'Ezzeddine Harbaoui, Nabil Bessaîda et Jamel Chamseddine : Naîma
- 2012 : Onkoud El Ghadhab de Naïm Ben Rhouma, Hichem Akremi et Abdelkader Ben Hadj Nasser : Fattouma
- 2013 : Layem de Khaled Barsaoui, Jamil Najjar, Khalfallah Khalsi, Tahar Fazaa et Donia Fazaa
- 2014 : Nsibti Laaziza (invitée d'honneur des épisodes 10 et 13 de la saison 4) de Slaheddine Essid et Younes Ferhi : Balkis
- 2016 : Warda w Kteb d'Ahmed Rjeb : Samira
- 2017 : Awled Moufida (saison 3) de Sami Fehri et Saoussen Jemni : Sonia

#### Séries étrangères
- 2009 : Ma Tkhafouch[2] de Youssef Charfeddine, avec l'acteur Nour El-Sherif : Kemla Abou Zayd
- 2010 : Farah Al Omda d’Ahmed Sakr et Mustapha Ibrahim : Madeleine
- 2015 : Inkissar Al Samt d'Anis Lassoued

#### Téléfilms
- 1997 : Lih El Fernan de Hamadi Arafa et Noureddine Ouerghi